# Guzmania compacta
Guzmania compacta är en gräsväxtart som beskrevs av Carl Christian Mez. Guzmania compacta ingår i släktet Guzmania och familjen Bromeliaceae. Inga underarter finns listade i Catalogue of Life.